# 河原医療大学校 新居浜校
河原医療大学校 新居浜校（かわはらいりょうだいがっこう にいはまこう）は、学校法人河原学園が運営している医療系の専門学校。2021年度より歯科衛生学科を新設し、河原ITビジネス専門学校より校名変更。

## 所在地
- 愛媛県新居浜市坂井町1丁目9-23

## 設置学科
- 歯科衛生学科（3年制）
- 医療総合科（2年制） ※ 2022年に医療秘書科より名称変更
- 医療事務科（1年制）

以前設置されていた学科
- IT・Webシステム科（2年制）

## 沿革
- 1990年 - 国際電子ビジネス専門学校 開校。
- 1995年 - 学校法人大原学園と提携し、大原簿記専門学校新居浜校に改称。
- 1999年 - 国際テクニカルビジネスカレッジに改称。
- 2011年 - 河原ITビジネス専門学校に改称。
- 2014年3月 - 文部科学大臣より『職業実践専門課程』に認定される。
- 2021年4月 - 河原医療大学校 新居浜校に改称。

## 主な資格取得
- 歯科衛生士国家資格受験資格
- 医療事務管理士技能認定試験
- 医療秘書技能認定試験
- 診療報酬請求事務能力認定試験
- 調剤事務管理士技能認定試験
- 医師事務作業補助技能認定試験
- ホスピタルコンシェルジュ検定試験

## 周辺
- JR新居浜駅
- 新居浜市役所
- 新居浜市民文化センター
- イオンモール新居浜
- あかがねミュージアム
- フジ駅前店

## アクセス
- 鉄道
  - JR新居浜駅から徒歩で約5分。
- バス
  - 坂井バス停から徒歩で約3分。